# إيفا أنجلينا
إيفا أنجلينا (بالإنجليزية: Eva Angelina) (ولدت في 14 مارس، 1985 في مقاطعة أورانج، كاليفورنيا) هي ممثلة إباحية وعارضة أمريكية. بدأت حياتها المهنية في سن الثامنة عشرة. ونالت عدة جوائز في 2007 و 2008 منها جائزة أي في أن لأفضل ممثلة (فيديو) "AVN Award for Best Actress".

## روابط خارجية
- إيفا أنجلينا على موقع IMDb (الإنجليزية)
- إيفا أنجلينا على موقع إن إن دي بي (الإنجليزية)
- إيفا أنجلينا على موقع قاعدة بيانات الفيلم (الإنجليزية)
- إيفا أنجلينا على موقع كينوبويسك (الروسية)